# Mistrz z Delftu
Mistrz z Delftu – artysta północno niderlandzki aktywny w latach 1495–1510 lub 1490–1520 w Delfcie.
Przypisuje mu się autorstwo tryptyku Ukrzyżowanie ze scenami Męki Pańskiej. W tle ukazanych wydarzeń rozpoznano wieże kościoła Nieuwe w holenderskim mieście Delft, którego budowa zakończona została w 1496 roku. Jego styl podobny jest do tego prezentowanego przez innego artystę z Delftu Mistrza Virgo inter Virgines. Charakteryzował się on dynamiczną kompozycją tłumnych scen, bogatymi motywami ornamentalnymi i fantazyjnymi strojami.